# Johann David Wilhelmi
Johann David Wilhelmi (* 1619 in Bacharach; † 12. Oktober 1671 in Heidelberg) war ein deutscher Mediziner und Stadtphysicus in Bern.

## Leben
Wie der aus Bacharach stammende Johann David Wilhelmi nach Bern gelangte, ist nicht sicher geklärt, womöglich durch seinen Dienst als Feldarzt unter Johann Ludwig von Erlach. Am 31. Juli 1650 wurde er zum Ewigen Einwohner, am 22. April 1656 zum Stadtphysicus und am 3. Juni 1657 zum Bürger angenommen, 1660 wurde dann auch seine Familie in die Gesellschaft aufgenommen. Am 30. Dezember 1652 wurde er zum Mitglied (Matrikel-Nr. 10) der Academia Naturae Curiosorum, der heutigen Leopoldina, gewählt.
Zu seinen Nachkommen gehört ein Sohn gleichen Namens, welcher ebenfalls Mediziner und Stadtphysicus war. Dessen Söhne waren Johann David, auch Mediziner, und Franz Ludwig, Pfarrer in Rüderswil. Sein Urenkel war der Schweizer Theologe Samuel Anton Wilhelmi.